# Blaise Bron
Blaise Bron (* 7. Dezember 1918 in Basel; † 11. September 2004 in Luzern) war ein Schweizer Grafiker, Designer, Ausstellungsgestalter, Buchgestalter und Fotograf. Blaise Bron wurde vor allem durch seine Plakate allgemein bekannt, obwohl er lediglich neun Plakate gestaltete hat, von denen fünf prämiert wurden.

## Leben
Blaise Bron machte von 1933 bis 1938 eine Lehre als Schriftsetzer bei der Frobenius AG in Basel und bildete sich an der Allgemeinen Gewerbeschule in Basel weiter, u. a. in der Fachklasse Grafik. 1943 bis 1945 war er für die Buchdruckerei Keller & Co. in Luzern tätig. 1948 machte er sich selbständig und eröffnete sein eigenes Grafik-Atelier in Luzern.
Eine erste Anerkennung als Künstler erhielt Blaise Bron 1951, als sein erstes Mobiloil-Plakat (schwarz/weiss) durch das Departement des Innern bei der Prämierung der besten Schweizer Plakate gewählt wurde. Im Jahr darauf erfolgte die zweite Prämierung für sein farbiges Mobiloil-Plakat.
Ein weiterer Erfolg war seine Teilnahmen an den Wettbewerben für das Plakat der Schweizer Mustermesse, Basel, die er 1965, 1968 und 1974 gewann. Im Jahre 1970 siegte Blaise Bron beim Wettbewerb der Schweizerischen Post für Franko-Marken und errang den 2. Preis in der Publikumswertung.
Am 12. Mai 2008 wurde ein farbiges Mobiloil-Plakat aus dem Jahre 1952 für US $ 28'800.- (seinerzeit über CHF 30'000.-) versteigert. Der Auktionator, Swann Galleries, New York, vermerkte im Katalog zur Auktion, Blaise Brons Werk „Mobiloil 1952“ habe Elemente der Pop Art (vgl. mit Roy Lichtenstein und Andy Warhol) zehn Jahre vorweggenommen: „This poster is a proto-Pop masterpiece that stands as an exeptional vanguard to the Pop movement of the 1960s.“

## Sammlungen
- Schweizerische Nationalbibliothek, Graphische Sammlung, Bern
- Museum für Gestaltung, Plakatsammlung, Zürich
- Schule für Gestaltung, Plakatsammlung, Basel
- Bibliothèque de Genève (Bibliothek des Kantons Genf/Schweiz)
- Akademie der Künste, Plakatsammlung, Berlin

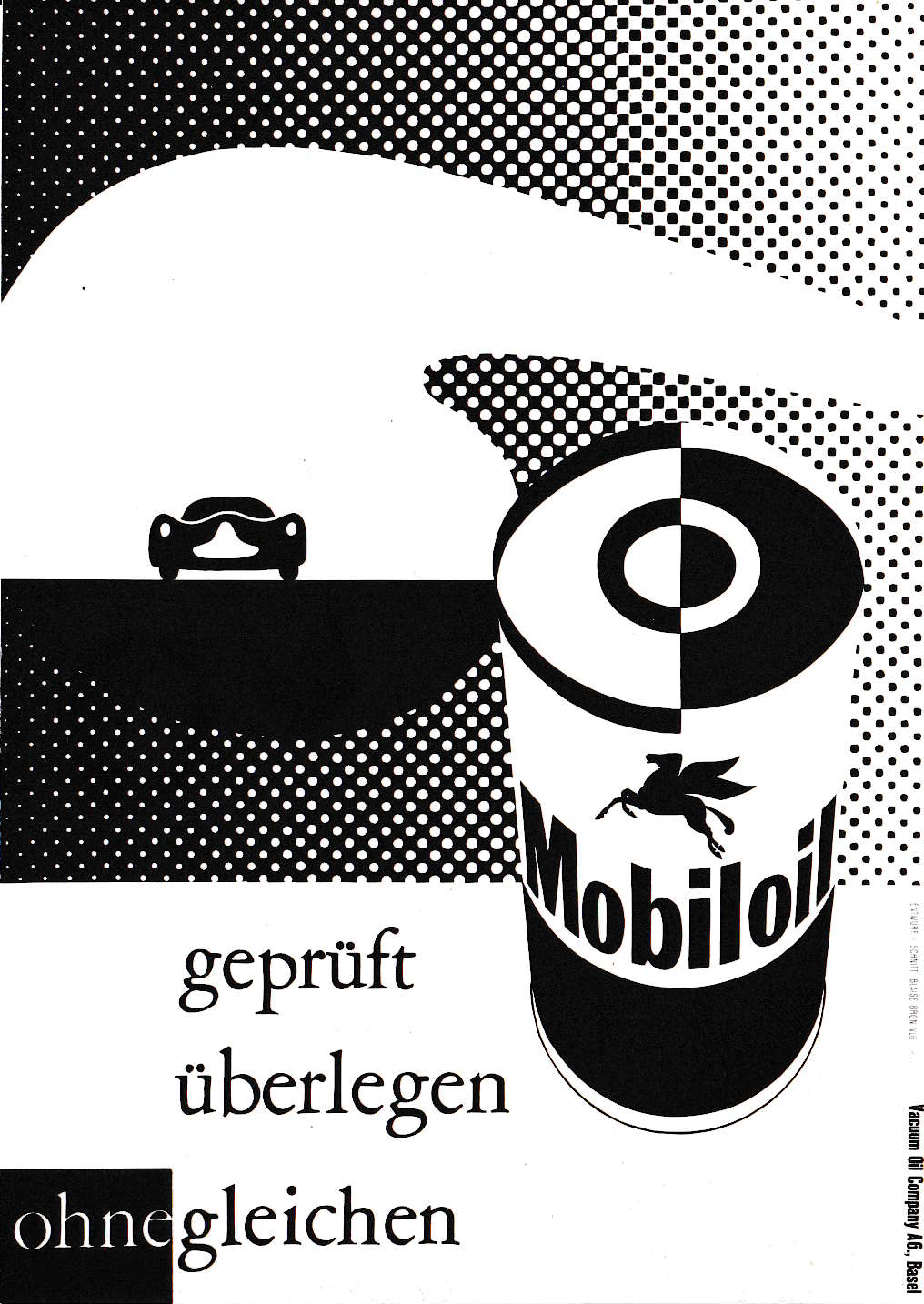
Plakat Mobiloil, 1951
Plakat Mobiloil, 1952
Mustermesse Basel, 1965
Mustermesse Basel, 1968
Mustermesse Basel, 1974